# 山東提督
山東提督，是清初統領山東軍務的最高軍事長官，為從一品官。後撤裁，由山東巡撫兼提督銜。

## 沿革
- 順治十八年（1661年），設山東提督，駐青州。
- 康熙四年（1665年），遷往濟南。
- 康熙七年（1668年），裁撤山東提督。
- 康熙九年（1670年），復設山東提督。
- 康熙二十一年（1682年），再度裁撤山東提督。
- 乾隆八年（1743年）起，山東巡撫兼提督銜。

## 歷任提督
| 姓名           | 任職時間                         | 卸職時間                           | 卸職原因       |
| -------------- | -------------------------------- | ---------------------------------- | -------------- |
| 楊捷           | 順治十八年九月壬辰 1661年11月7日 | 康熙七年 1668年                    | 裁撤           |
| 楊捷           | 康熙九年二月庚辰 1670年3月13日   | 康熙十二年十月丁未 1673年11月19日  | 改江南提督     |
| 馬寧           | 康熙十二年十月癸丑 1673年11月5日 | 康熙十三年 1674年                  | 出征，攻吳三桂 |
| 周卜世         | 康熙十三年十一月 1674年12月      | 康熙十三年十二月戊申 1675年1月14日 | 改山西提督     |
| 柯永蓁         | 康熙十三年 1674年                | 康熙十七年五月丙寅 1678年7月15日   | 革職           |
| 趙祥星（署理） | 康熙十七年 1678年                | 康熙十七年 1678年                  |                |
| 何傅           | 康熙十八年 1679年                | 康熙二十一年二月乙酉 1682年3月15日 | 改四川提督     |